# John David Washington

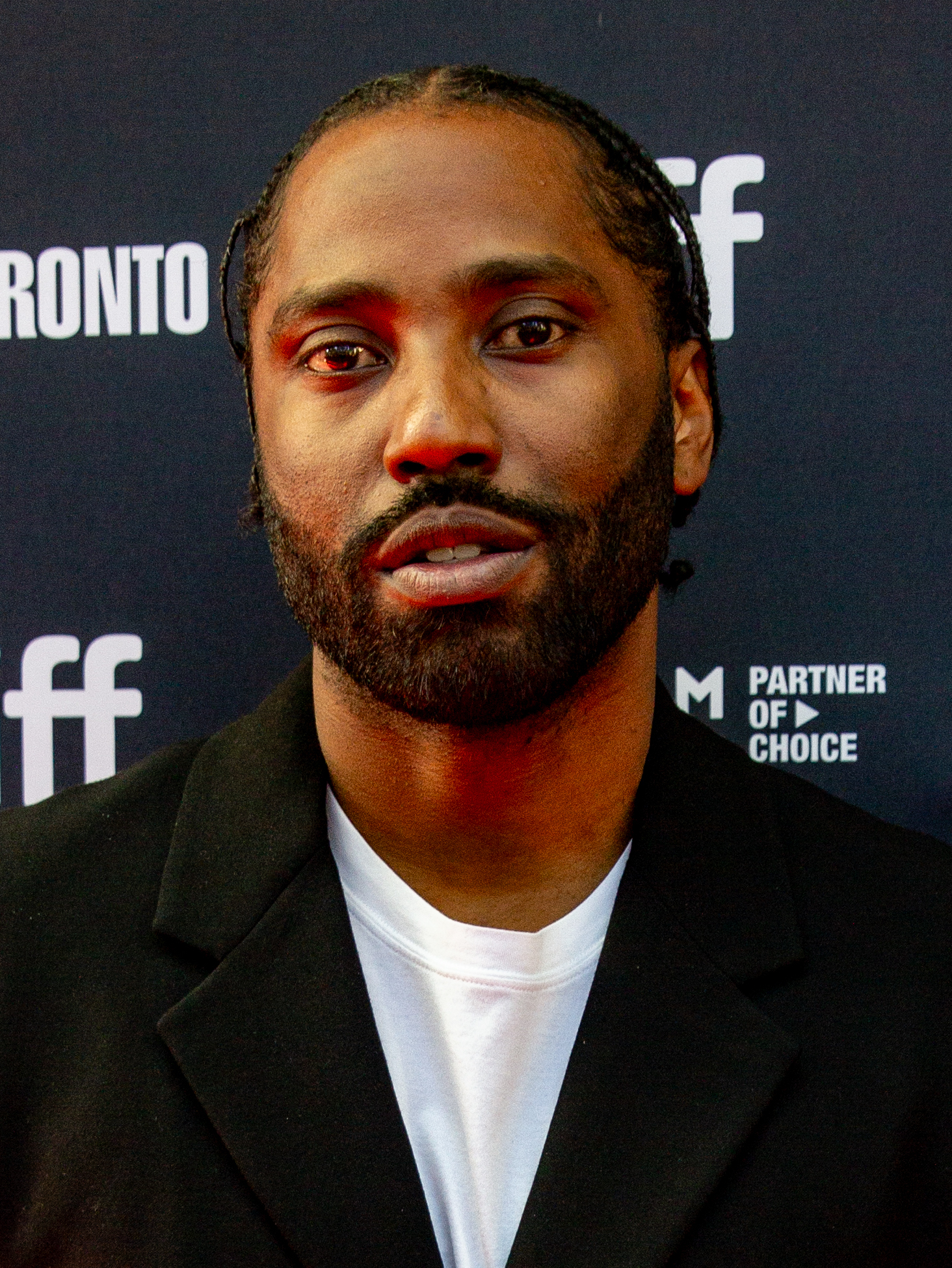
John David Washington (2024)

John David Washington (* 28. Juli 1984 in Toluca Lake, Kalifornien) ist ein US-amerikanischer Schauspieler und ehemaliger American-Football-Spieler. Er spielte vier Jahre als Runningback für die Sacramento Mountain Lions in der United Football League (UFL), bevor er sich der Schauspielerei widmete.

## Leben
Washington wurde im kalifornischen Toluca Lake als erstes von vier Kindern des Schauspielers Denzel Washington und dessen Ehefrau Pauletta Washington (geb. Pearson) geboren. Er besuchte die Campbell Hall School in Los Angeles und spielte dort neben American Football auch Basketball. Washington spielte danach College Football am Morehouse College in Atlanta. Dort stellte er als Senior mit 1198 erlaufenen Yards und neun Touchdowns einen neuen Schulrekord auf. Er wurde 2005 von D2Football.com zum „National Player of the Week“ gekürt.

## Karriere als Football-Profi
Nachdem er im NFL Draft 2006 nicht ausgewählt worden war, unterschrieb Washington am 1. Mai 2006 als Free Agent einen Vertrag bei den St. Louis Rams, wurde jedoch noch vor Saisonbeginn wieder entlassen, um nur drei Tage später in den Practice Squad der Rams aufgenommen zu werden. 2007 spielte er für die Hamburg Sea Devils in der NFL Europe und wechselte während der Saison zu Rhein Fire.
Washington wurde beim ersten Draft der United Football League 2009 von den California Redwoods (später Sacramento Mountain Lions) ausgewählt und unterschrieb am 18. August seinen Vertrag. Er spielte die folgenden vier Spielzeiten für die Mountain Lions, bis die Liga sich 2012 auflöste.

## Schauspielkarriere
Bereits im Alter von sechs Jahren hatte er eine kleine Rolle in Spike Lees Malcolm X, in dem sein Vater die Titelrolle verkörperte. Washington spielte von 2015 bis 2019 in der HBO-Comedy-Serie Ballers die Rolle des Ricky Jerret. In Spike Lees Drama BlacKkKlansman, das im Mai 2018 bei den Filmfestspielen in Cannes seine Premiere feierte, übernahm er die Hauptrolle. Ebenfalls 2018 war er auch in Ein Gauner & Gentleman zu sehen. Im Jahre 2020 verkörperte er in Christopher Nolans Actionfilm Tenet die Hauptrolle. In David O. Russells Film Amsterdam ist er neben Christian Bale und Margot Robbie in einer der Hauptrollen zu sehen.
Ende Juni 2020 wurde John David Washington ein Mitglied der Academy of Motion Picture Arts and Sciences.

## Filmografie (Auswahl)
- 1992: Malcolm X
- 1995: Teufel in Blau (Devil in a Blue Dress)
- 2015–2019: Ballers (Fernsehserie, 47 Folgen)
- 2017: Love Beats Rhymes
- 2018: Monsters and Men
- 2018: Monster! Monster? (Monster)
- 2018: BlacKkKlansman
- 2018: Ein Gauner & Gentleman (The Old Man & the Gun)
- 2020: Tenet
- 2021: Malcolm & Marie
- 2021: Beckett
- 2022: Amsterdam
- 2023: The Creator
- 2024: The Piano Lesson

## Auszeichnungen
Black Reel Award
- 2025: Nominierung für die Beste Hauptrolle (The Piano Lesson)[8]

Celebration of Cinema and Television
- 2024: Auszeichnung mit dem Actor Award (The Piano Lesson)[9]

NAACP Image Award
- 2025: Nominierung als Bester Hauptdarsteller (The Piano Lesson)[10]

Saturn Award
- 2021: Auszeichnung als Bester Hauptdarsteller (Tenet)